# Jonathan Richardson
Pour les articles homonymes, voir Richardson.
Jonathan Richardson l'Ancien (né en 1667 et mort en 1745) est un peintre, un collectionneur d'art et un théoricien de l'art anglais de la fin du XVIIe et du début du XVIIIe siècle.

## Biographie
Jonathan Richardson fut l'un des principaux portraitistes londoniens de son époque, réputé pour la fidélité de ses portraits. Il était également collectionneur d'art, ayant amassé une collection personnelle de près de mille peintures.
En 1715, il écrit Un essai sur la théorie de la peinture (An Essay on the Theory of Painting) qui est le premier ouvrage connu parlant de théorie artistique en langue anglaise.
Quatre ans plus tard, il publie la suite de cet essai sous le titre Chercher le titre (Essay on the Whole Art of Criticism as it Relates to Painting and an Argument in Behalf of the Science of the Connoisseur).
Il fut le maître du portraitiste Thomas Hudson, qui devint son gendre. Ses écrits, dont le Treatise of Painting, ont eu une influence importante sur des artistes et théoriciens de l'art tels que Joshua Reynolds.
En 1734, Arthur Pond, avec Charles Knapton, reproduit par de nouvelles techniques de gravures un ensemble de dessins de maîtres italiens issus principalement de la collection de Richardson, intitulé A Collection of Etchings and Engravings in Imitation of Drawings from Various Old Masters, Being Facsimiles of Their Respective Performances.